# Kazuo Yamada (compositeur)
Kazuo Yamada (山田  一雄, Yamada Kazuo), 19 octobre 1912 - 13 août 1991, est un chef d'orchestre et compositeur japonais. Il est chef permanent de l'Orchestre symphonique de la NHK de 1942 à 1951 et de l'Orchestre symphonique de Kyoto de 1972 à 1976. Il compose par ailleurs la musique du film Lily la tigresse de Woody Allen sorti en 1966.

## Œuvres principales
- Sonate pour violon
- Sonate pour violoncelle solo
- Quatuor à cordes no 1
- Notturno pour flûte et piano
- From Soshigaya pour voix et piano